# Jumanos

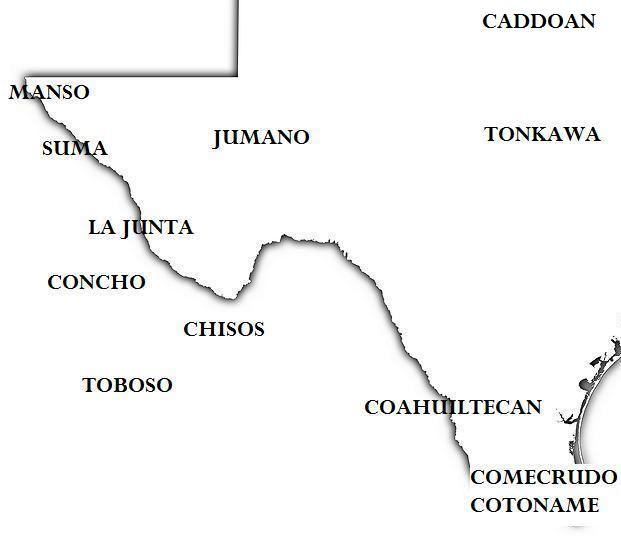
Localització aproximada de les tribus índies de l'oest de Texas i frontera amb Mèxic, ca. 1600

Els jumanos eren un important poble amerindi o un conjunt de pobles que van habitar una àmplia zona a l'oest de Texas, al sud-est de Nou Mèxic i el nord de Mèxic, especialment prop de la regió de la Junta. Els primers contactes amb els espanyols estan registrats cap a 1581, temps en el qual es va fer referència oral del grup als missioners, se citava una gran població, no obstant això es va reduir dramàticament a principis del segle xviii.
Els erudits generalment han sostingut que els jumanos van desaparèixer culturalment cap a 1750, a causa de les malalties infeccioses, la tracta d'esclaus i la guerra, les seves restes van ser absorbides pels apatxes o els comanxes. No obstant això, a partir de 2008, s'autoidentificaren uns jumanos-apatxe (Jumano Ndé - "pintats de fang vermell") en el sud-oest de Texas, una amalgama de grups de parla atapascana amb llaços propers als apatxes mescalero i els lipans. Van quedar registrats de 400 a 500 membres en la Bureau of Indian Affairs amb la finalitat de ser reconegut com una tribu.

## Diferents teories
Els registres espanyols des del segle xvi fins al XVIII citen amb freqüència als jumanos. Durant les últimes dècades del segle xvii, es van convertir en els comerciants i líders polítics del Far West. Els estudiosos contemporanis no estan segurs si els jumanos eren un sol poble o si estaven organitzats en bandes petites, o bé si els espanyols van utilitzar la paraula "jumano" com a terme genèric per referir-se a diversos grups diferents, ja que les referències van abastar pobles indígenes a través d'una gran àrea geogràfica.
Els investigadors han estat incapaços de determinar quin idioma parlaven els jumanos, encara que han estat suggerides llengües de filiació uto-asteca, kiowa-tano i atapascana. Els jumanos han estat identificats en el registre històric i pels estudiosos com els agricultors i terrissaires que vivien a la regió de la Junta, que caçaven búfals i comerciaven derivats d'aquest animal a causa de les evidències arqueològiques oposades.
La localització aproximada de les tribus indígenes en l'oest de Texas i Mèxic adjacent, prop de 1600 és exposada en el llibre
The Indian Southwest: 1580-1830: Ethnogenesis and Reinvention (1999) on Gary Anderson proposa que els jumanos eren un poble de múltiples grups ètnics de diverses regions del Texas actual. Aquests es van combinar i es van convertir en un poble nou amb un procés d'etnogènesi, formats a partir dels refugiats que fugien dels efectes de les malalties, les missions espanyoles i l'esclavitud al sud del Riu Bravo.
Álvar Núñez Cabeza de Vaca podria haver-se trobat amb Jumanos en 1535 vora de La Junta, la unió del riu Conchos i riu Bravo a Presidio, Texas. Descriu la seva visita a la "gent dels bisons" en una de les ciutats, però aquestes poden haver estat llogarets dels indis que es van establir a La Junta. Eren persones "amb els millors cossos que vam veure i la major vivacitat." Va descriure el seu mètode de cocció, en el qual deixaven caure pedres calentes sobre les carabasses ja preparades per cuinar els seus aliments, en lloc d'utilitzar la ceràmica feta a mà. Aquest mètode de cocció era comuna entre els nòmades de les Grans Planes, perquè la ceràmica era massa pesada per utilitzar-se quotidianament i transportar-se. Per aquesta raó, els investigadors creuen que podria haver estat descrivint als jumanos d'aquell moment.
L'explorador espanyol Antonio de Espejo va utilitzar per primera vegada el terme jumano en 1582, per referir-se als pobles agrícoles que vivien a La Junta. Aquesta zona era un encreuament de camins comercials i sembla que havia atret a nombrosos indis de diferents tribus, convertint l'àrea jumana en un centre comercial important. Dels altres pobles que habitaven la regió de la Junta es troben els cabris, julimes, passaguates, patarabueyes, amotomancos, otomacos, cholomes, abriaches i caguates.
Els caçadors de bisons se sap que tenien una estreta relació amb els indis de la Junta, però no se sap si tot el temps caçaven *bisontes i eren nòmades, o si van viure part de l'any en La Junta. Charles Kelley ha suggerit que el poble sedentari que vivia a La Junta eren els paratabueyes i que els caçadors de bisons van ser jumanos. En aquest escenari, els jumanos nòmades mantenien estretes relacions i, possiblement, parlessin un llenguatge semblant amb les persones que vivien en La Junta, però eren diferents d'ells culturalment. Des de la seva nació reconeguda entre els rius Pecos i Concho a Texas, els jumanos van viatjar molt pel comerç de carn i pell a la nació dels patarabueyes i altres indis a canvi de productes agrícoles conreats en La Junta.
Els jumanos moltes vegades foren relacionats amb els tompiros, poble indígena que habitava les "salines", una àrea a uns 50 quilòmetres a l'est del riu Grande, a la frontera de les Grans Planes. El Poble més tard anomenat Gran Quivira era la major de diverses ciutats jumanes. Aquesta ubicació estava habilitada per comerciar amb els indis caçadors de bisons de les Grans Planes. Els jumanos també extreien grans dipòsits de sal, per la qual cosa els espanyols van nomenar la regió "salines". Canviaven la sal per productes agrícoles. La gent dels tompiro han estat identificats com a parlants d'un idioma tano. L'historiador Dan Flores ha suggerit que els jumanos associats als llogarets tompiros van ser els avantpassats dels kiowes, que també són parlants d'una llengua kiowa-tano. Els llogarets tompiros van ser abandonats cap a 1672, probablement a causa de les morts per epidèmies de malalties introduïdes pels europeus, atacs apatxes i l'esclavitud.
Els estudiosos han suggerit que una cambra dels grups de persones a Texas va poder haver estat jumano. En 1541 Francisco Vázquez de Coronado es va trobar amb un grup de gent que es deien els teyas a la capçalera del riu Brazos. Els investigadors han identificat als teyas com apatxes, wichita o jumano. Riley suggereix que eren els parents nòmades dels vilatans Poble de Gran Quivira i les salines. Durant els següents dos segles, la gent que es va conèixer com a wichita es refereixen sovint com jumanos als registres històrics.
Els estudiosos coincideixen que, com a mínim, els jumanos componien un poble que caçava bisons, eren nòmades i habitaven entre les valls dels rius Conchos i Pecos. Atès que eren nòmades i comerciants, sovint es trobaven lluny de la seva pàtria, això pot explicar que els espanyols citessin com jumanos molts grups de la zona.

## Història
Al segle xvi, quan els espanyols van arribar als llogarets tompiros de Nou Mèxic, els tompiros comerciaewn intensament amb els jumanos.
Els estudiosos estimen que l'any 1580, la població d'indis, parcialment o totalment jumana, que vivien al llarg del riu Bravo i el riu Pecos estava entre 20.000 i 30.000 individus. Pot haver-hi hagut altres persones que s'hagin identificat com a part dels jumanos, o almenys hagin estat estretament associats amb ells, que vivien més a l'est de Texas en aquest moment. Altres grups estretament relacionats amb el jumano i que de vegades han estat identificats com jumanos van ser els julimes, tobosos i conchos que vivien cada vegada més al sud al llarg del riu Conchos des de la seva intersecció amb el riu Bravo.
Els jumanos dels finals del segle xvii buscaven una aliança amb els espanyols. Estaven sota la pressió dels apatxes lipan i els mescaleros avançant des del nord, i la sequera que havia afectat negativament les collites agrícoles i els ramats de bisons al seu territori. Els jumanos van demanar a les missions cristianes que s'establissin al seu territori. Els espanyols van visitar la pàtria del riu Concho en 1629, 1650 i 1654. En 1654 els espanyols de l'expedició de Diego de Guadalajara van ajudar els jumanos en una batalla contra els cuitaos (probablement wichites), aconseguint una rica porció de pells de bisó. En la dècada de 1680 el cap jumano Juan Sabeata a promoure el comerç entre espanyols i *umanos. En l'última part del segle xvii, els colons semblen haver perdut l'interès pels jumanos, transferint les seves prioritats als caddos de l'est de Texas. Els caddos eren molt nombrosos i de major preocupació per als espanyols perquè els francesos estaven tractant d'establir una posició de negociació amb ells.
A principis del segle xviii, els jumanos van tractar de crear una aliança amb els seus enemics històrics els apatxe. En 1729, els espanyols es referien ja a les dues tribus com els jumanos-apatxe. Abans de 1750, els jumanos havien gairebé desaparegut dels registres històrics com a poble diferent, que semblaven haver estat absorbits per les tribus de lipans i mescaleros apatxes, caddos i wichita, morts de malalties infeccioses, o convertir-se en habitants mestissos en viure en les missions espanyoles en el centre de Texas. Si l'especulació Flores és correcta, és possible que "hagin emigrat al nord per la regió Black Hills i sorgit a les planes del sud al voltant de 1800 com els kiowa".
Estudiosos europeus-americans han considerat durant molt temps als jumanos extints com a poble diferenciat. Al segle XXI algunes famílies de Texas s'han identificat com jumano-apatxe. A partir de 2008, s'han registrat de 400 a 500 membres en la BIA a la recerca de ser reconeguts com una tribu. El cap de la tribu Gabriel Carrasco esperava que podria haver-hi d'altres 1.000-2.000 persones identificables.